# Arnaud Geyre
Arnaud Geyre (n. 21 aprilie 1935, Pau, Aquitaine, Franța – d. 20 februarie 2018, Château-Thierry, Hauts-de-France, Franța) a fost un ciclist francez, medaliat olimpic. A participat la o ediție a Jocurilor Olimpice (1956) în care a câștigat o medalie de aur și o medalie de argint.